# Omentektomie
Die Omentektomie ist die vollständige oder unvollständige operative Entfernung des Omentum majus. Der Eingriff kann durch eine Laparotomie oder laparoskopisch erfolgen. Es kann eine infragastrische Form mit Abtrennung unterhalb der großen Magenkrümmung (Curvatura major) und eine infrakolische Methode mit Absetzen unterhalb des Querkolons unterschieden werden.
Das Verfahren kommt bei direkter Tumor-Infiltration und bei einer (indirekten) Ausbreitung über die Lymphgefäße bei bösartigen Tumoren oder aber bei ausgeprägter Adipositas als eine Möglichkeit der Adipositaschirurgie infrage, ferner bei unmittelbaren Erkrankungen des Netzes.